# Jekaterina Volkova
Jekaterina Gennadjevna Volkova (Russisch:Екатерина Геннадьевна Волкова) (Zjeleznogorsk, Oblast Koersk, 12 maart 1978) is een Russische atlete, die is gespecialiseerd in de 3000 m steeple. Ze werd in 2007 wereldkampioene op deze afstand en behaalde op de Olympische Spelen een bronzen medaille. Jaren later, in 2016, moest zij die medaille echter inleveren vanwege een positieve dopingtest.

## Loopbaan
In 2005 maakte Jekaterina Volkova haar internationale debuut op de wereldkampioenschappen in Helsinki, dat gelijk met een zilveren medaille werd bekroond. Met een tijd van 9.20,49 eindigde ze achter de Oegandese Docus Inzikuru (goud; 9.18,24) en voor de Keniaanse Jeruto Kiptum (brons; 9.26,95). Op de IAAF Grand Prix-wedstrijd in Rieti dat jaar werd ze eveneens tweede achter Docus Inzikuru.
In 2007 werd Volkova op de WK in Osaka wereldkampioene op de 3000 m steeple. Met haar tweede tijd ooit van 9.06,57 was zij te sterk voor haar concurrentes. Een jaar later behoorde zij op de Olympische Spelen in Peking opnieuw tot de kanshebsters. In de Chinese hoofdstad werd de Russische echter overklast door haar landgenote Goelnara Samitova-Galkina, die van meet af aan haar bedoelingen niet onder stoelen of banken stak en uiteindelijk als enige en eerste in 8.58,81 de negen-minutengrens doorbrak. Volkova, die achter haar op de zilveren medaille leek af te stevenen, werd in de eindsprint nog voorbijgestoken door de Keniaanse Eunice Jepkorir, die met haar tijd van 9.07,41 het zilver voor zich opeiste. Jekaterina Volkova finishte in 9.07,64 en moest genoegen nemen met het brons. In oktober 2016 echter maakte het IOC bekend, dat bij het hertesten van bewaarde urinemonsters was gebleken dat Volkova de dopingregels had overtreden. Als gevolg hiervan werd zij met terugwerkende kracht gediskwalificeerd en werd haar de bronzen medaille ontnomen.
Op de WK van 2009 in Berlijn slaagde Volkova er niet in om haar titel te prolongeren. Ze kwam dit keer zelfs niet door haar serie heen en finishte hierin slechts als zevende in 9.43,52.
Volkova is getrouwd met middellangeafstandsloper Artyom Mastrov, deelnemer aan de 800 m op de Olympische Spelen van 2000, en aangesloten bij de sportclub van het leger in Koersk.

## Titels
- Wereldkampioene 3000 m steeple - 2007
- Russisch kampioene 3000 m steeple - 2000, 2001, 2005, 2007
- Russisch kampioene 5000 m - 2007

## Persoonlijke records
Outdoor
| Onderdeel      | Prestatie | Datum            | Plaats |
| -------------- | --------- | ---------------- | ------ |
| 1500 m         | 4.09,03   | 24 juli 2005     | Toela  |
| 1 Eng. mijl    | 4.29,60   | 15 juni 2005     | Toela  |
| 2000 m         | 5.41,61   | 27 mei 2007      | Sotsji |
| 3000 m         | 8.54,64   | 24 juni 2005     | Kazan  |
| 5000 m         | 15.00,02  | 3 augustus 2007  | Toela  |
| 3000 m steeple | 9.06,57   | 27 augustus 2007 | Osaka  |

Indoor
| Onderdeel      | Prestatie | Datum            | Plaats          |
| -------------- | --------- | ---------------- | --------------- |
| 1000 m         | 2.39,57   | 25 januari 2006  | Moskou          |
| 2000 m         | 5.55,91   | 7 januari 2006   | Jekaterinenburg |
| 3000 m         | 8.45,09   | 17 februari 2006 | Moskou          |
| 2000 m steeple | 6:17.95   | 5 februari 2000  | Wolgograd       |
| 3000 m steeple | 9.37,23   | 26 februari 2003 | Moskou          |

## Palmares

### 3000 m steeple
Kampioenschappen
- 2001:  Goodwill Games - 9.41,54
- 2005:  WK - 9.20,49
- 2006:  Europese Indoorcup - 8.59,70
- 2007:  WK - 9.06,57
- 2007: 4e Wereldatletiekfinale - 9.40,21
- 2008: DSQ OS - 9.07,64
- 2009: 7e in serie WK - 9.43,52

Golden League-podiumplaatsen
- 2008:  Bislett Games - 9.18,24
- 2009:  Golden Gala - 9.17,40

### veldlopen
- 2006: 61e WK - 14.07

2005 Docus Inzikuru ·
2007 Jekaterina Volkova ·
2009 Marta Domínguez ·
2011 Habiba Ghribi ·
2013 Milcah Chemos Cheywa ·
2015 Hyvin Jepkemoi ·
2017 Emma Coburn ·
2019 Beatrice Chepkoech ·
2022 Norah Jeruto ·
2023 Winfred Mutile Yavi